# Vaanes II, o Lobo
Vaanes II, o Lobo (em latim: Vaanes; em grego: Βαάνης; romaniz.: Baánēs; em armênio: Վահան; romaniz.: Vahan) foi um nobre armênio do final do século VI e começo do VII, conhecido apenas a partir da História de Taraunitis de João Mamicônio. Supostamente esteve ativo em Taraunitis na luta contra os invasores persas do xá Cosroes II (r. 590–628), tendo importante papel na expulsão do general Mirranes.

## Nome
Vaanes (Vaanēs; Βαάνης, Baánēs) é a forma latina do teofórico armênio Vaã (Վահան, Vahan), ligado a Vaagne (Վահագն, Vahagn), o deus armênio, cujo nome derivou do parta Varragne (*Warhragn) / Vartagne (*Warθagn), do persa antigo Vertragna (Vṛθragna) e do avéstico Veretragna (𐬬𐬆𐬭𐬆𐬚𐬭𐬀𐬖𐬥𐬀, vərəθraγna), o deus iraniano da vitória. Como teofórico, também foi citado em armênio como Verã (Վռամ Vṙām), em persa médio como Vararã (𐭥𐭫𐭧𐭫𐭠𐭭, Waraḥrān) e Varã (𐭥𐭠𐭧𐭫𐭠𐭬, Waḥrām), em grego como Boanes (Βοάνης, Boánēs), Baranes (Βαρανης, Baranēs), Baânio (Βαάνιος, Baánios), Uarrames / Varrames (Ουαρράμης, Ouarrámēs), Barã (Βάραμ, Báram), Baramo (Βάραμος, Báramos) e Baram(a)anes (Βαραμ(a)άνης, Baram(a)ánēs), em georgiano como Barã (ბარამ, Baram),  em latim como Veramo (Veramus) e Vararanes e em persa novo como Barã (بهرام, Bahrām).

## Vida
Vaanes era filho de Musel II e irmão de Maria e talvez Vardanes. É conhecido apenas a partir do relato da História de Taraunitis de João Mamicônio, obra considerava como não fiável, e autores como Christian Settipani questionam sua existência. Cyril Toumanoff considera-o como personagem histórica e data sua morte em 606. O mesmo autor considera como filhos de Vaanes Simbácio I (citado na História) e Davi, pai de Musel III, Amazaspes IV e Gregório I.

### História de Taraunitis
Aparece pela primeira vez em 602, primeiro ano do reinado do imperador Focas (r. 602–610), quando xá Cosroes II (r. 590–628) ordenou que Mirranes atacasse Taraunitis. Na ocasião, ao saber da destruição causada pelo general persa, Musel ordenou que seu filho fosse chamado e lhe disse:
| “ | Meu filho Vaanes, você sabe que ao longo dos 120 anos da minha vida tenho andado a miar a guerra, limpando o sangue em vez de suar da testa com a lâmina, e [sabe] que eu pessoalmente organizei e realizei 83 batalhas. Agora estou velho e trêmulo. Meus ajudantes são Deus e você, e ninguém mais, pois meu próprio filho morreu aos 12 anos de idade. Agora, meu filho, lembre-se disso: se você morrer pelo cristianismo e pela Igreja, você será um mártir, e se você cair em batalha por coisas materiais, faça-o bravamente, pois não tenho outro herdeiro. Meu país pertence a você e aos seus descendentes após você. Agora vá e cace Mirranes com sabedoria e possa São Precursor ser sua ajuda e fortaleza e que as orações dos santos clérigos estejam de todos os lados. | ” |
|   | — João Mamicônio, História de Taraunitis, capítulo II. |   |

Vaanes aceitou a tarefa e começou a organizar emissários e enviá-los para Mirranes para que se reconciliasse e partisse. Mas Mirranes teria respondido: "Não, não vou sair até capturar Musel e levá-lo ao rei do Irã". Então Vaanes enviou-lhe mensagem dizendo: "Se me der o senhorio e a autoridade do país, entregarei a você Musel e irei a você, tendo se rebelado [de Musel], atingindo o medo [nele] em um momento oportuno". Mirranes convocou-o, pois ficou satisfeito com a proposta. Então desceu à aldeia de Muxe, enquanto Musel estava alegadamente na fortaleza de Oguecã. Os soldados de Mirranes tentaram tomar a fortaleza de Astegom por dois dias, mas ao falharem, voltaram a seu senhor que então chama Vaanes e exige a fortaleza, mas o último teria retrucado:
| “ | Não deveria ser feito dessa maneira, senhor. Em vez disso, dê-me quatro mil homens para que eu possa ir contra as fortalezas seguras onde os pertences e os tesouros [de Musel] são mantidos. Talvez se eu for forte, não se renderão a mim. Agora, vamos primeiro à cidade de Oje ("Cobra") e depois a outros lugares. | ” |
|   | — João Mamicônio, História de Taraunitis, capítulo II. |   |

Mirranes deu-lhe quatro mil cavaleiros selecionados que levou-os aos portões da cidade de Oje, onde conspirou com aqueles dentro da cidade para estabelecer uma armadilha mortal para prendê-los. De manhã, organizou com a cidade para deixar as tropas iranianas dentro. Como o acesso era estreito, apenas alguns soldados conseguiram entrar. Enquanto isso, os habitantes do outro lado da entrada estavam apreendendo aqueles que entravam e jogando-os em casas, onde roubavam suas roupas e os decapitavam. Eles jogaram os corpos numa vala que não podia ser vista do lado de fora da parede. Dos quatro mil, Vaanes deixou 50 na aldeia de Xarje com as instruções de que, quando enviasse alguém para eles, deveriam ir a Mirranes e pedir mais tropas. Vaanes enviou os 50 homens por mais soldados e retornaram com mais dois mil. Vaanes estava trabalhava de tal maneira que os persas não sabiam o que fazia.
Ao chegarem aos portões de Moraque, Vaanes deu aos cidadãos os cavalos e roupas dos persas, convocou o povo até os portões e avisou que assim que os persas os avistassem deveriam ir juntos à cidade, soando as trombetas da vitória e deixando os portões abertos para que pensassem que seu próprio lado havia tomado a cidade. Fizeram exatamente isso. Quando os persas viram pessoas entrando na cidade num corpo, ficaram encantados e também começaram a entrar. Então Vaanes chegou rapidamente diante dos soldados e deu-lhes boas notícias e enviou 20 das tropas persas para levar a boa notícia a Mirranes da tomada da cidade. Vaanes retornou à cidade com as tropas persas e assim que começaram a entrar, os soldados ficaram desconfiados e quiseram voltar. Vaanes começou a cortá-los e jogá-los no pântano; Vaanes de um lado e os citadinos no outro fizeram 40 homens se afogarem. Diz-se que uma contagem foi feito segundo a qual 5998 cabeças foram descobertas. Vaanes então ordenou que todos os narizes e prepúcios dos mortos fossem cortados e jogados nas bolsas.
Vaanes levou seus 700 homens e foi a Muxe. Deixou 300 homens no passo de Megu e 200 lanceiros no Cemaque em Sanassuno, enquanto foi a Mirranes com 200 homens. Entrou no aposento de Mirranes e falou-lhe: "Eu vim até você como um fugitivo de suas tropas porque não me deixaram entrar na cidade nem nos deram a nossa parte do butim. Em vez disso, detiveram meus homens na cidade e eu vim como refugiado". Mirranes resolveu enviar mil homens contra eles, mas Vaanes disse: "Até se rebelaram contra você, pois após tomar o saque e saquear a cidade, planejam passar para o lado bizantino". Mirranes ficou mais irritado e ordenou que dois mil fossem enviados contra eles. Vaanes aconselhou as tropas não atravessassem o rio Megueti à noite, mas acampar e atravessar no dia seguinte. "Talvez", disse, "algum inimigo possa atacar e você não esteja familiarizado com o terreno. Deixe mil homens passarem pelo Cemaque e mil pela planície." Dando-lhes guias e despedindo-se de Mirranes, foi colocá-los em seu caminho. Assim que chegaram ao local onde ordenou que se separassem, enviou 100 homens com o corpo passando por Cemaque e com 100 homens foram atrás deles.
Ao alcançarem a margem do rio, Vaanes acampou seus homens para que pudessem dormir. Então, preparando sua armadilha, ordenou a seus servos que soltassem os cavalos para pastarem e não prestassem mais atenção neles. De repente, soaram as trombetas antes e depois dos persas, prendendo-as no meio. Em poucas horas tiveram suas cabeças, que foram jogadas no rio. Ninguém conseguiu escapar. Então, com os cavalos dos persas mortos diante deles, passaram para Cemaque. Enquanto haviam lutado e vencido esta batalha e estavam avançando, ainda antes de chegarem a Cemaque, as tropas persas permaneceram acampadas sem pensar até que os homens de Vaanes viessem, pois os havia aconselhado. Aproveitando a cabeça de ponte, um som alto foi dado em torno deles e os soldados armênios começaram a matar os persas impiedosamente:
| “ | Um dos persas conseguiu se esconder que havia se escondido no pântano, montou um cavalo e fugiu para Muxe. Dois homens foram atrás dele e esmagaram sua cabeça do outro lado do rio. Seu cérebro saiu de suas narinas. O outro homem pegou um pouco de areia e, oferecendo [ao cadáver], disse: "Tome este sal, cozinheiro iraniano". E depois disso esse ponto foi chamado Arague ("pegue o sal") até hoje. | ” |
|   | — João Mamicônio, História de Taraunitis, capítulo II. |   |

Quanto àqueles que Vaanes havia empurrado ao pântano, alguns não conseguiram sair, enquanto outros caíram na água e se afogaram. seus homens cortaram e mantiveram os narizes e os prepúcios daqueles que caíram na terra, jogando as cabeças no pântano e no campo. Então, reunindo dois mil cavalos, Vaanes os levou à fortaleza de Eganque. No dia seguinte, mais uma foi a Mirranes. Ordenou que seus criados preparassem uma refeição e chamassem-no. Mirranes, acometido por uma doença, deixou que apenas Mirranes fosse até seus aposentos. Vaanes fingiu ser o porteiro e mandou embora os príncipes que chegaram, dizendo: "O marzobã não pôde comparecer ao jantar". Então esses homens se reuniram em um tachar ("banquete", "salão") e logo estavam com seus cálices. Vaanes pegou a bolsa contendo os narizes e prepúcios e trouxe diante de Mirranes, que ficou horrorizado e exclamou: "O que é isso? Diga-me!" Vaanes narrou com precisão toda a história. Mirranes se enfureceu, agarrou uma lança das mãos de seu servo e quis atacá-lo, mas Vaanes pegou a espada que estava diante dele, cortou o prepúcio de Mirranes, colocou na boca dele e disse: "Então você é aquele que insultou a Deus e que abateu os pilares da terra, meus clérigos". Então cortou-lhe o nariz e mostrou-o diante de seus olhos. Rasgou-lhe a barriga, mandou o servo remover o fígado e enfiá-lo na boca do morto. Enfiando a faca no estômago, a deixou lá, de pé.
Quando apenas cortou o prepúcio, Vaanes disse: "Dê-me a senha respeitada pelos iranianos em Apaúnia, e eu deixarei você viver". Mirranes deu-lhe a senha respeitada e disse com numerosos juramentos que só os dois homens conheciam. Assim que disse isso, pegando a faca, Vaanes mergulhou-a em seu coração e ele morreu ali. Seus servos pegaram e mantiveram suas roupas ensanguentadas, limparam o chão de sangue e o posicionaram na cama e o cobriram como se estivesse dormindo. Então o próprio Vaanes convocou à sala o secretário iraniano e ordenou que escrevesse saudações e a senha ao general em Apaúnia para que após 3 dias o último deveria montar a colina acima do vale de Cote com apenas mil homens para que pudessem ver um ao outro. O secretário escreveu como Vaanes disse. Ele carimbou a carta com o sinete de Mirranes e chamou 10 dos leais servos do falecido, dando-lhes a carta para levar ao general Varxir em Apaúnia. Tomando a carta, os mensageiros partiram. Vaanes chamou o núncio de Mirranes e disse: "Vá convocar tal e tal príncipe".
O próprio Vaanes começou a convocar os príncipes para o conselho, e assim os tomou por engano. Naquele dia matou 86 príncipes. Assim que terminou com os príncipes, entrou no tachar onde as tropas persas estavam. Reuniu esses homens, levando para fora seu próprio povo e pessoas de outros distritos. Então começou a expô-los dizendo: "Era apropriado para você roubar a coroa adornada com pérolas do marzobã?" Então ordenou que todos se despirem para ver se haviam roubado algo. Removendo todas as roupas, fechou os iranianos dentro do tachar. Em outro tachar, deteve 1 903 homens. Fechando as portas dos tachares, mandou que a cabeça de Mirranes fosse levada e pendurada na frente da janela aberta. Mostrando-lhes, disse: "Aqui está a cabeça que pensou em demolir a abençoada [igreja de] Precursor e queimar os clérigos até a morte". Então ordenou que ambos os tachares fossem queimados e disse aos persas:
| “ | Vocês me incomodam por forçar-me a queimar os tachares. Mas se Deus e São Precursor desejarem, eu deixarei essa madeira para expiar. Mas eu vou decapitar vocês e seu rei. Pois trabalho para construir e vocês estão nus e gélidos. Mas queimem à remissão dos meus pecados e os dos meus pais, e não se envergonhem; e que estas casas sejam seus túmulos, graças ao rei iraniano | ” |
|   | — João Mamicônio, História de Taraunitis, capítulo II. |   |

A chama foi fervida com óleo até a cidade estar intoxicada com o cheiro da carne queimada. Então Vaanes, reunindo o saque e tesouros persas, levou-os à segurança de Oguecã e fez com que Musel fosse conduzido à cidade. Vaanes, levando consigo três mil homens, foi diante de Vaxir. Subiu numa montanha, colocou armadilhas em três lugares e depois enviou para Vaxir o secretário e o núncio. Foram e chamaram-no, pois havia acampado na margem do mar Ciai. Porém, o núncio e o secretário não sabiam o que havia acontecido, pois Vaanes não permitiu que se aproximassem das tropas e vieram depois, separadamente. Quando queimou os tachares os enviou para outro lugar, para que não soubessem o que aconteceu. Quando Vaxir viu as roupas usadas pelos príncipes, pensou que as tropas eram de Mirranes. Quando os emissários foram e relataram as palavras de Vaanes como se fossem de Mirranes, Vaxir levou consigo 1 100 soldados e foi à montanha. Quando se aproximaram do local, Vaxir deixou 100 homens num lugar remoto, caso outros inimigos aparecessem. Então foi para Vaanes e entrou em sua tenda, pensando que veria Mirranes. Assim que Vaanes o viu, disse: "Vaxir, o que você estava planejando? Você queria mudar a terra da Armênia para a fé dos iranianos. E Vaanes ordenou que o porteiro mantivesse as tropas longe e bateu em Vaxir severamente até que conseguiu a senha para convocar as tropas. Vaxir, compelido por suas dores, deu a senha ao comandante da tropa e os príncipes para chegarem onde estava imediatamente. Vaanes mandou o secretário iraniano escrever um carta e ele o subornou para escrevê-lo de tal forma que as tropas viessem no dia seguinte. "Pois", [afirmou], "os bizantinos estão vindo contra nós." Também usou o sinete de Vaxir e enviou uma carta para esse destacamento acampado à distância. Ordenou que as tropas retornassem, mandou os príncipes convocar um de cada vez e cortarem suas cabeças. E os outros soldados não sabiam o que estava acontecendo até que um certo príncipe fugiu e retornou ao seu acampamento.
Quando Vaanes soube que suas atividades haviam se tornado conhecidas, informou aos homens que estavam esperando na emboscada. Vieram da retaguarda e fizeram os persas fugirem para o lado da fortaleza do vale de Cate. Aqueles na parte de trás da emboscada se levantaram. Então os homens da fortaleza se lançaram contra o inimigo com rochas e pedras e os derrubaram impiedosamente. 100 homens fugiram para Apaúnia. Quando os emboscadores viram isto, caíram sobre eles e os agarraram. No dia seguinte, a outra força iraniana começou a chegar ao morro no mesmo lugar. Vaanes foi até eles e mandou que acampassem, dizendo: "Deixem seus cavalos pastarem até a noite e à noite atacaremos as tropas bizantinas na planície". Os persas consentiram e fizeram o que pediu. De repente, os emboscadores chegaram e soltaram os cavalos das tropas. Eles os fizeram fugir através do Arasani e os levaram para Carque. Quando os soldados persas viram o que havia acontecido, gritaram em uníssono: "Ai de nós, estamos perdidos".
Vaanes tomou suas tropas e fez com que acampassem no vale. Os emboscadores surgiram aqui e ali, prenderam o inimigo no meio deles e os mataram sem pena. E Vaanes ordenou que 40 homens fossem poupados para informar ao xá o que tinha acontecido. Mandou levar a cabeça de Mirranes ao xá com essa mensagem:
| “ | Assim que este marzobã chegou ao nosso país e quando, com as tropas em desacordo, tentaram criar uma brigada, não conseguiram. Agora, já que os bizantinos são nossos inimigos, não ousamos ir até eles e nós franzimos o cenho para você, enquanto não havia brigada de seus soldados. Então nós cortamos essa cabeça e brincamos com ela. Agora ouvimos dizer que você veio do Saastão para a cidade de Bostro, onde a terra é plana como um prado. Eu sei que você joga polo. Tome então a cabeça de seu sobrinho e deixe-a servir como uma bola de polo de geração em geração. | ” |
|   | — João Mamicônio, História de Taraunitis, capítulo II. |   |

Com a morte de Musel no mesmo ano, Vaanes torna-se chefe da família Mamicônio. Ele cede 18 vilas à Igreja, apagando seus nomes do divã real. Em 603, Cosroes enviou um exército de 30 mil homens sob Vactangue contra os bizantinos. Vactangue enviou coletores de impostos a Arquena, Astianena e Taraunitis, mas houve recusa por parte dos locais em pagar os impostos exigidos. Ao aproximar-se de Taraunitis, reconstruiu a cidade arruinada de Jiunaquerta e rebatizou-a em homenagem a sua esposa Porpes, plantou vinhas e pomares e converteu a um atruxã (atrushan) a catedral fundada por Isaque I, o Parta, construiu uma fortaleza em Tauros e nomeou-a Garar e mudou no nome da montanha de Goroz para Gregur (Grhegurh) em homenagem a seu filho e ali passou o verão. Então enviou presentes a Vaanes e uma carta:
| “ | Para o bravo e poderoso gigante Vaanes, saudações pela ajuda dos deuses. Apesar de estarmos tristes com a morte do filho de nosso irmão, ficamos surpresos com a força de sua sabedoria. Agora eu vim aqui para [fazer] amizade e paz, então venha a mim e prometa pagar os impostos à corte e ser obediente e reter sua honra anterior e não mais entrar em traição. Permaneça bem com a ajuda dos deuses. | ” |
|   | — João Mamicônio, História de Taraunitis, capítulo III. |   |

Vaanes teria lhe enviado a seguinte resposta:
| “ | Seu ser mau e fraco, Vactangue, porco da sua classe, lixo devorador, saudações. Enquanto eu me regozijei com a morte de Mirranes, chorei por sua tolice. Tendo ouvido falar de sua morte e se familiarizado com a força que Deus me deu, como você poderia ousar vir contra a Igreja de Deus? Se você veio em busca de amizade, por que trouxe sua esposa? Poderia você querer um filho de nós? E por que você reconstruiu minha cidade e fez fortalezas? Não, eu sei que você é falso e morde como um cachorro. Valorize a vida mais do que a morte e deixe o país em paz. Caso contrário, a morte que você sofrer será testemunhada por toda a terra. | ” |
|   | — João Mamicônio, História de Taraunitis, capítulo III. |   |

Vactangue se enfureceu e enviou seis mil homens contra ele em Muxe. Algumas pessoas informaram-no dizendo: "Raanes está vindo contra você com seis mil tropas." Então Vaanes dirigiu-se à noite contra eles, que estavam acampados em Cemaque, e atacou-os. Foram incapazes de conter os cavalos, pois o filho de Vaanes, Simbácio I, estava entre eles e soltou quatro mil cavalos. Vaanes os fez cruzar para o outro lado do rio Arasani e levou-os a Astianena. Eles doaram 200 cavalos da primeira vitória como parte da igreja no mosteiro de Glaco, pois esse era seu lar patrimonial, e ele fora batizado lá. Então Vaanes levou os persas aos pântanos e matou muitos deles, feriu muitos e afogou 200 homens naquele pântano. Vaanes e outros príncipes armênios então reuniram suas forças contra os persas. Ele reuniu oito mil homens e o exército conjunto foi deixado sob seu comando.
No entanto, dividiu e deixou tenentes em todos os lugares. Isso lhe deu três mil homens naquele dia. O príncipe de Astianena causou grande massacre lá e se apressou em decapitar Raanes e colocar as tropas em fuga. Assediou-os até que pediram que parasse e prometeram pagar-lhes impostos. Mas Vaanes disse: "Dê-nos a cabeça de Raanes e nós deixaremos vocês irem." E os soldados persas em muita ansiedade procuraram a cabeça, mas não conseguiram encontrá-la. Porém, prenderam o filho de Raanes, Va, e o entregaram a Vaanes. Agora o príncipe de Astianena avançou e disse: "Ou nos dê a cabeça de Raanes ou nos dê 30 mil daecãs". E eles deram os 30 mil daecãs e se viraram para ir embora. Quando Vaanes viu que todos estavam partindo, ficou cheio do zelo por Deus, atacou e começou a destruí-los. Os persas gritaram, dizendo: "Oh mentiroso, por que você se volta à batalha?" Os armênios os levaram à planície e causaram um grande massacre. Menos de 500 homens fugiram e foram para Vactangue e lhe contaram o que havia acontecido. Vactangue ficou furioso e ordenou que aqueles que o procuraram fossem decapitados. Dos seis mil homens, nenhum permaneceu vivo.
Vactangue, movido pela raiva, enviou oito mil soldados sob Assur contra Vaanes. O exército chegou e acampou nas costas do rio Megueti e enviou mensagem a Vaanes: "Ei, seu lobo vil, Vaanes. Sabendo que você serve ao rei ariano, por que você se tornou descaradamente descarado? Agora venha até nós e seja um contribuinte. Caso contrário, você morrerá como um cachorro". Ao ouvi-lo, ele e Simbácio marcharam contra ele com seis mil homens. Assim que os dois exércitos estavam frente a frente, Assur começou a insultar Vaanes chamando-o de lobo. E Vaanes replicou: "Seu epíteto para mim é preciso, porque [como um lobo] eu venho, destruo, vou e venho de novo". No confronto, Vaanes foi cercado por 10 homens que atacaram-no impiedosamente, alegoricamente como homens derrubando uma floresta. Vaanes sentiu-se se fraco e gritou: "Meu filho, Simbácio, onde está você? Venha e me ajude, velho homem que sou". Vaanes alegadamente tinha 88 anos. Simbácio veio em seu auxílio e Vaanes voltou a sentir-se forte e cortou a cabeça de seis cavalos. Os armênios conseguiram vencer a batalha e apenas três mil homens escaparam. Vaanes faleceu no mesmo ano e foi sepultado no Mosteiro de Glaco.